# Ачисайский полиметаллический комбинат
Ачиса́йский полиметаллический комбинат, Ащысайский полиметаллический комбинат (каз. Ащысай полиметалл комбинаты) — предприятие цветной металлургии в Южно-Казахстанской области Казахстана.

## История
Предприятие было основано в 1927 году на базе Ачисайского свинцово-цинкового месторождения. Месторождение известно с XVII века, разработка началась в 1860-е годы .
С 1935 года функционировал Ачисайский рудник, осваиваемый главным образом силами японцев попавшими в плен во время русско-японской войны, у рудника сохранилось кладбище японских военопленных.
В 1941 году освоено Миргалимсайское месторождение, где с 1953 года велось производство барита.
В состав комбината входили шахты «Западная» (1958) и «Скиповая» (1963), Кентауская горно-обогатительная фабрика, цинковый завод.
В 1984—1995 годах в составе Ачисайского полиметаллического комбината было 4 рудника, 3 обогатительных фабрики.
После распада СССР комбинат прекратил свою деятельность.

## Известные сотрудники
- Досжанова, Таттикуль (1907—2007) — Герой Социалистического Труда.
- Камалов, Нурмахан (1927—1991) — Герой Социалистического Труда.
- Логинов, Владимир Илларионович — директор, лауреат Государственной премии СССР.